# Open Strategy
Open Strategy beschreibt einen Ansatz in der Strategiearbeit in Unternehmen und anderen Organisationen, der durch das Einbinden großer Gruppen von Personen (innerhalb und außerhalb einer Organisation) geprägt ist, die normalerweise nicht Teil eines Strategieprozesses sind. Während Strategiearbeit traditionell nur einer kleinen, ausgewählten Gruppe aus dem Topmanagement vorbehalten ist, geht Open Strategy davon aus, dass die Qualität und der Erfolg von Strategien deutlich verbessert werden kann, wenn Akteure, die normalerweise nicht Teil eines Strategieteams sind, eingebunden werden. Dazu gehören zum Beispiel externe Technologie- und Marktexperten, Startups, laterale Denker, Kunden, Wertschöpfungspartner und Mitarbeiter.
Der Begriff „Open Strategy“ wurde in der Wissenschaft von Richard Whittington in einem Aufsatz im British Journal of Management im Jahre 2011 geprägt. Während Open Strategy auf wissenschaftlichen Tagungen und in wissenschaftlichen Zeitschriften immer wieder diskutiert wurde, dauerte es einige Jahre, bis dieser Ansatz in der breiten Öffentlichkeit bekannt wurde. In der Unternehmenspraxis sind Begriff und Anwendung von Open Strategy eng mit dem Unternehmensberater Stephan Friedrich von den Eichen verbunden. Durch das Buch „Open Strategy“ von Stadler, Hautz, Matzler und Friedrich von den Eichen im Jahre 2021 wurde der Ansatz schließlich einer breiten Öffentlichkeit zugänglich gemacht.

## Ursprünge
Open Strategy schließt an den Kerngedanken von Open Innovation an, erweitert die Öffnung am „Innovation Front-End“ aber konsequent auf den gesamten Strategieentwicklungs- und -umsetzungsprozess im Unternehmen. Open Strategy beruht unter anderem auf Prinzipien von Crowdsourcing, der Theorie der kollektiven Intelligenz und Übertragen von lateralem Wissen. Crowdsourcing bedeutet eine Auslagerung von Tätigkeiten, die normalerweise innerhalb einer Organisation durchgeführt werden, an eine große Gruppe Externer und fand vor allem für Aufgaben in der Innovation, im Marketing und in der Verkaufsunterstützung große Anwendung. Die Theorie der kollektiven Intelligenz geht davon aus, dass eine Gruppe von Individuen gemeinsam bessere Entscheidungen treffen kann als einzelne Personen. Unter den folgenden Bedingungen, kann eine Gruppe durchschnittlicher Menschen zu intelligenteren Entscheidungen kommen als die besten Experten: 1. Kognitive Diversität, 2. Unabhängigkeit (d. h. jeder kann unabhängig von Status und Hierarchie sein Wissen beitragen), 3. Zugang zu dezentralem Wissen und 4. eine Methode, dieses Wissen effektiv zu aggregieren. Vor allem durch die Verbreitung von Social Software-Technologien sind die Kosten für die Einbindung großer Gruppen von Mitarbeitern oder unternehmensexternen Personen deutlich gefallen.
Dies hat zu einer steigenden Verbreitung von Praktiken geführt, die zunächst unter Begriffen wie Democratizing Strategy, Open Strategy, Crowdsouring Strategy, Open-Source Strategy oder Strategy as a Practice of Thousands beschrieben wurden. In der Wissenschaft hat sich der Begriff „Open Strategy“ durchgesetzt – vor allem durch die Special Issue „Open Strategy: Transparency and Inclusion in Strategy Processes“ der Fachzeitschrift Long Range Planning im Jahre 2017, herausgegeben von Richard Whittington, Julia Hautz und David Seidl sowie das „Cambridge Handbook of Open Strategy“ im Jahre 2019, herausgegeben von David Seidl, Georg von Krogh und Richard Whittington Open Strategy baut laut dieser Definition auf zwei zentralen Dimensionen auf: Transparenz von strategischen Informationen innerhalb und außerhalb des Unternehmens und aktives Einbeziehen von internen und externen Akteuren, die traditionell nicht am Strategieprozess beteiligt sind. Welche Praktiken allerdings zur Öffnung gewählt werden und wie stark der Öffnungsgrad ist, hängt von vielen Begleitfaktoren ab.
In der Unternehmenspraxis geht die Verbreitung und Fortentwicklung des Open Strategy-Ansatzes auf das Beratungsunternehmen Innovative Management Partner (IMP Consulting) zurück. Ab 2011 wird der Ansatz zunächst für die Exploration von neuen Wachstumsräumen eingesetzt. Nach und nach durchzieht die „Open Philosophy“ die gesamt Strategiearbeit – getragen durch spezielle „Open-Werkzeuge“, wie „Open Trend Radar“, „Open Competence Arena“, „Kill-the-Concept“, „Nightmare Competitor Challenge“ u. a. Eine Vielzahl preisgekrönter Geschäftsmodell-Innovationen der letzten Jahre gehen auf den „Open Strategy“ Ansatz zurück.

## Motivation
Eines der zentralen Motive für Open Strategy ist ein besserer und schnellerer Zugang zu externen Informationen für die Entwicklung von Strategien oder neuen Geschäftsmodellen. In einer Befragung von über 200 Topmanagern sagen 69 Prozent, dass Open Strategy zu einer größeren Vielfalt an strategischen Ideen geführt hat. Der Nutzen von Open Strategy ist besonders bei disruptiven Veränderungen groß, da hier Geschwindigkeit und Zugang zu externem Wissen besonders wichtig sind. Durch die Öffnung des Strategieprozesses und durch die Einbindung größerer Gruppen von Personen innerhalb und außerhalb des Unternehmens sollte ein besserer Zugang zu strategierelevantem Wissen erreicht werden, die Kreativität in der Strategie- und Geschäftsmodellentwicklung gesteigert, Isomorphismus (d. h. mangelnde Differenzierung innerhalb einer Branche) und kognitive Verzerrungen und Gruppendenken vermieden, Silo- und Scheuklappendenken reduziert und die Akzeptanz und das Commitment für Strategien bei der Umsetzung gesteigert werden. Die Einbindung von Mitarbeitern aus unterschiedlichen Ebenen verbessert vor allem die Umsetzung der Strategie, da sie die Akzeptanz, das Verständnis und das Commitment deutlich steigern kann: 73 Prozent der befragten Unternehmen sehen einer Verbesserung der Umsetzung strategischer Initiativen durch Open Strategy, 72 Prozent eine verbesserte Kommunikation und ein höheres Verständnis der Strategie sowie 70 Prozent eine Erhöhung des Commitments und hohe Mobilisierung der Organisation für strategische Initiativen.

## Methoden und Anwendungen
Open Strategy kann in allen Phasen des Strategieprozesses eingesetzt werden (Ideengenerierung, Strategieentwicklung und Strategieumsetzung). Dazu sollte die Zielsetzung der Öffnung abgeklärt werden. Ist das Ziel höhere Transparenz zu ermöglichen, möglichst diverse Perspektiven und Ideen zu zukünftige Herausforderungen und Trends zu generieren, verschiedene strategische Alternativen zu evaluieren, aus Ideen konkrete strategische Pläne zu formulieren, oder Verständnis, Akzeptanz und Commitment für Strategie zu schaffen? Es kommen zur Erreichung dieser Ziele digitale wie analoge Methoden zum Einsatz. Diese reichen von Strategieworkshops mit internen und externen Teilnehmern, über Blogging, Wikis, Ideenwettbewerbe, Online Communities bis hin zu Prediction Markets, wie folgende Beispiele verdeutlichen:
- Die englische Bank Barclays setzte im Jahre 2012 Workshops, Townhall Meetings und einen Online Strategy Jam ein, um alle 30.000 Mitarbeiter in einen Strategieprozess einzubinden.[18]
- Der US-amerikanische Netzwerkausrüster Cisco startete im Jahre 2007 mit I-Prize einen weltweiten Wettbewerb, um über Crowdsourcing neue Geschäftsideen zu generieren. Es beteiligten sich weltweit 2.500 Personen, und der Sieger erhielt ein Preisgeld von 250.000 Dollar.[24]
- Bei Ericsson beschäftigt sich die Online Community „Strategy Perspectives“, die aus mehr als 2.000 Mitgliedern in den unterschiedlichsten Funktionen mit Themen der Strategie, technologischen Trends, der Unternehmenskultur und Managementfragen. Dazu verfassen die Teilnehmer Berichte, Artikel und White Papers.[18]
- Telefónica verwendet eine Online-Plattform, um über 125.000 Mitarbeiter und Mitarbeiter in Strategieprozesse zu involvieren. Im Jahre 2019 verzeichnete die Plattform mehr als 11,5 Millionen Interaktionen mit unterschiedlichen Beiträgen, Kommentaren und Reaktionen, durchschnittlich etwa 42.000 Interaktionen pro Tag.[18]
- Der Hörgerätehersteller WS Audiology involvierte eine Reihe von externen Experten aus unterschiedlichen Organisationen und Branchen in den gesamten Strategieprozess, um Zukunftstrends zu identifizieren, Szenarien zu erstellen und neue Geschäftsmodelle zu entwickeln.[18]
- 2008 begann das Open-Source-Softwareunternehmen Red Hat, das der führende Anbieter von Linux-Software ist, sich mit den Mitarbeitern über seine Strategie auszutauschen. Dazu nutzte das Unternehmen verschiedene Engagement-Tools wie Online-Chats, Blogs und Wikis.[25]
- Die US-Navy nutzte die online Spiele-Plattform MMOWGLI (Massive Multiplayer Online Wargame Leveraging the Internet), um Strategien gegen die Bedrohung von Piraten vor Somalia zu entwickeln. Etwa 800 Teilnehmer entwickelten mehr als 4.000 Ideen. Auch die Naval Air Warfare Center Aircraft Division (NAWCAD) nutzt die MMOWGLI-Plattform um neue Luftverteidigungsstrategien zu entwickeln. An die 600 Teilnehmer schlugen mehr als 5.000 Ideen vor, von denen 127 als hoch interessant eingestuft und einige in den Strategieplan eingebaut wurden.[18]
- Die Deutsche Telekom verwendete Prediction Markets, um Produktideen oder neue Geschäftsmodelle zu bewerten und deren Erfolge zu vorherzusagen.[18]
- Wikimedia lancierte im Jahre 2009 eine Strategieinitiative, bei der anhand eines Wikis über 1.000 Teilnehmer gemeinsam einen Fünfjahres-Strategieplan entwickelten.[26]

Für Unternehmen stellt sich einerseits die Herausforderung, aus der Vielzahl der Praktiken zur Öffnung des Strategieprozesses auszuwählen. Anderseits stellt sich die Herausforderung, Zugang zu der notwendigen externen Expertise zu finden. Bei den Praktiken bedient sich die Mehrheit der Organisationen digitaler Technologien wie Wikis, Jams, Blogs, Online Contests oder Communities, aber auch analoge Herangehensweisen wie unterschiedlichste Typen von Workshops können beobachtet werden. Diese Praktiken haben einen Einfluss auf die Akteure, die mit einbezogen werden. Hier wird zwischen unternehmensinternen und unternehmensexternen Akteuren unterschieden.

## Öffnung nach innen und nach außen
Innerhalb von Unternehmen erlaubt das Einbeziehen von Mitarbeitern über Bereichsgrenzen, Abteilungen, Regionen, und Hierarchien hinweg, heterogene, diverser Perspektive zu berücksichtigen Gleichzeitig sind Mitarbeitern mit bestehenden Prozessen, Ressourcen, und Fähigkeiten im Unternehmen vertraut. Während die Vielfalt an Wissen, Ansichten und Perspektiven im Vergleich zu exklusiven Managementteams zunimmt, können die Mitarbeiter tiefgreifendes Wissen über ihre Kunden, Strukturen, Praktiken und Prozesse in ihr Unternehmen einbringen, das insbesondere dabei hilft, strategische Ideen zu bewerten, zu kommunizieren und umzusetzen.
Weiters ist das Einbeziehen von Akteuren außerhalb der Organisation – Lieferanten, Kunden, Start-up, Wissenschaftleren, Technologie und Marktexperten – möglich. Obwohl es externen Teilnehmern möglicherweise an unternehmens- oder branchenspezifischem Wissen und Erfahrung fehlt, können sie neue, radikale Möglichkeiten aufzeigen. Externe Akteure sind nicht durch bestehende Annahmen und Überzeugungen eingeschränkt oder dem sozialen und politischen Druck ausgesetzt, der möglicherweise in Organisation besteht. Dies ermöglicht es, dass vielfältige Ideen und unkonventionelle Ansätze aus scheinbar nicht verwandten Bereichen übertragen werden können. Manchmal kann sich auch eine Kombination aus internen und externen Teilnehmern als vorteilhaft erweisen. Die Sorge, dass durch Öffnung des Strategieprozesses vertrauliche Informationen verloren gehen, kann durch bewusstes Auswählen der einbezogenen Akteure oder durch Geheimhaltungsvereinbarungen gesteuert werden.
Unternehmen profitieren davon, Externe in die ersten Phasen der Strategieentwicklung einzubeziehen um innovative Ideen zu generieren, festgefahrene mentale Modelle zu überwinden und tief verwurzelte Annahmen zu hinterfragen. In dieser Phase müssen kaum unternehmensspezifische Information offengelegt werden. Während der Strategieevaluierung und -entwicklung hingegen müssen beträchtliche Mengen an unternehmensinternen Informationen geteilt werden. Hier ist die Involvierung von einer kleinen ausgewählten Gruppe von Mitarbeitern und Personen außerhalb der Organisation, die möglicherweise Vertraulichkeitsvereinbarungen unterzeichnen von Nutzen. Während der Implementierungsphase ist es notwendig, unternehmensspezifisches Wissen zu teilen, um die Zustimmung und das Kommittent von einer großen Anzahl Mitarbeiter zu bekommen.

## Risiken und Herausforderungen
Studien identifizieren jedoch auch Herausforderungen und Risiken, die die Öffnung des Strategieprozesses mit sich bringen kann. Besseren Ideen, höherem Commitment, höherer Akzeptanz, höherer Transparenz stehen auch beispielsweise höherer Komplexität gegenüber. Die Einbeziehung von vielen Akteuren in den Strategieprozess in den Entscheidungsprozess kann Geschwindigkeit, Flexibilität und Kontrolle über den Prozess selbst verringern. Darüber hinaus kann die Beteiligung einer größeren Gruppe von Personen und der damit verbundene Kontrollverlust das Risiko der Unvorhersehbarkeit von Ideen, Diskussionen und Beiträgen erhöhen. Digitale Technologien unterstützen zwar, aber man gibt Flexibilität auf und ein gewisses Maß an Kontrolle ab. Die Erhöhung der Informationsmenge durch die Einbindung vieler unterschiedlicher Akteure gerade durch digitale Technologien kann auch zu einer Informationsüberflutung führen. Beteiligten Personen sehen sich mit einer großen Menge an Informationen und Aufgaben konfrontiert, die außerhalb ihrer eigentlichen Rolle, ihres Kompetenzbereiches und ihrer Verantwortung liegen. Auseinandergehende Erwartungen, Ziele und Interessen von Teilnehmern können möglicherweise lähmende Auswirkungen haben und zu Spannungen führen. Sind bestimmte Themen und Ideen einmal ausgesprochen und aufgetaucht, müssen diese eine entsprechende Beachtung erhalten. Wenn Teilnehmer jedoch das Gefühl haben, dass ihre Beiträge nicht angemessen gewürdigt oder berücksichtigt werden, kann dies zu Unzufriedenheit, Frustration und Demotivation sowie zu einem geringeren zukünftigen Engagement und Beitrag und sogar aktiven Protest bis hin zum Verlassen des Unternehmens führen. Die aktive Unterstützung durch hochrangige Führungskräfte ist daher entscheidend für Open Strategy.

## Links, Webinars, Podcasts
- Sarah Sommer: IMP Consulting, Und jetzt alle zusammen! Brand Eins
- Dan Pontefract: Start Opening Up Your Strategy To As Many Employees As You Can Forbes
- Adopt Open Strategy to Fuel Innovation Video, Sloan Review
- Involving more stakeholders to set your organization’s innovation strategy can deliver positive returns
- PodPodGoGo | Search Podcasts Content
- Julia Hautz: Strategieprozesse in Unternehmen offener gestalten detektor
- Mario Eckmaier: Open Strategy – Disruptive Veränderungen erfolgreich managen Digital-Stratege, 3. Januar 2023

## Wichtige Quellen
- Matzler, K., Stadler, C., Hautz, J., Friedrich von den Eichen, S., M. Anschober:  Open Strategy: Durch offene Strategieprozesse Disruption erfolgreich meistern. Vahlen, München  2022. ISBN 978-3-8006-6942-4
- Seidl D., R. Whittington, & G. Von Krogh (Eds.): Cambridge Handbook of Open Strategy. Cambridge, UK: Cambridge University Press S. 87-105. ISBN 978-1-108-34792-1
- J. Whitehurst: The open organization: Igniting passion and performance. Harvard Business Review Press 2015. ISBN 978-1-5113-9246-4